# Бушмич Давид Григорович
Давид Григорович Бушмич (27 березня 1902, Єлисаветград — 24 жовтня 1995, Нью-Йорк) — радянський офтальмолог українського походження, учений-медик. Доктор медичних наук (1958), професор (1961), учень В. П. Філатова.

## Біографія
Давид Григорович Бушмич народився 27 березня 1902 року в Єлисаветграді (Російська імперія). Він був четвертою дитиною з бідної єврейської родини. Батьки — Герш-Лейб і Хана Бушмич.
Після закінчення Одеського медичного інституту (1925) працював там же на кафедрі очних хвороб під керівництвом професора В. П. Філатова до 1929 року. У 1929—1935 роках завідував офтальмологічним відділенням міської лікарні Слов'янська (Донецька область), одночасно (1929—1939) викладав на кафедрі очних хвороб Харківського медичного інституту.
У роки війни — хірург військового госпіталю і евакогоспіталів. У 1945—1946 роки — старший науковий співробітник Туркменського науково-дослідного трахоматозного інституту.
У 1939—1941 і 1946—1976 роки Д. Г. Бушмич працював в Українському інституті очних хвороб і тканинної терапії ім. академіка В. П. Філатова під керівництвом В. П. Філатова, а після його смерті — під керівництвом Н. О. Пучківської; в 1946—1976 роки обіймав посаду завідувача відділенням мікрохірургічного лікування патології рогівки ока.
У 1960-ті роки був у складі комісії, що дала позитивний висновок про методи лікування в клініці професора С. В. Федорова. Входив до складу редколегії «Офтальмологического журнала».
У 1990 році Давид Григорович Бушмич емігрував із родиною до США. Помер 24 жовтня 1995 року в Флашинзі (Квінз, Нью-Йорк).

## Наукова діяльність
У 1937 році захистив кандидатську дисертацію, а в 1958 році, після кількох спроб, викликаних атмосферою антисемітизму в країні (справа лікарів), — докторську дисертацію. Із 1961 року — професор.
Автор понад 170 наукових праць. Основні напрямки досліджень:
- вдосконалення техніки трансплантації рогівки; розробив, створив і впровадив у практику спеціалізовані інструменти для пошарової трансплантації рогівки;
- відновлення зору у пацієнтів із більмом, причини виникнення цієї хвороби; запропонував класифікацію та методики лікування, які використовуються і сьогодні[5][9].